# Culicoides paraliui
Culicoides paraliui är en tvåvingeart som beskrevs av Gupta 1962. Culicoides paraliui ingår i släktet Culicoides och familjen svidknott. Inga underarter finns listade i Catalogue of Life.